# Топлица (река)
Топлица (серб. Топлица) — река в Сербии, крупнейший приток Южной Моравы. Её длина составляет 130 километров, а площадь водосборного бассейна реки — около 2180 км². Название реки происходит от многочисленных питающих её геотермальных источников.
Река берёт начало на восточном склоне горного массива Копаоник и течёт на юго-восток до города Куршумлия и северного склона массива Радан, после этого по дуге поворачивая на северо-восток и принимая справа реку Косаница. Оставив слева село Плочник, далее река течёт преимущественно на восток и вскоре достигает города Прокупле. Здесь она образует практически замкнутую петлю, огибая холм Хисар с юга. В средние века на холме была построена каменная крепость, и легенда возводит название города к тому, что в узком месте, соединяя два участка русла Топлицы, для защиты укреплений был прокопан канал (в действительности название городу дано в честь Святого Прокопия). Далее река продолжает свой путь на восток и впадает в Южную Мораву с левой стороны на территории общины Долевац.
Топлица несудоходна на всём своём протяжении. При уровне воды, соответствующем среднегодовому, в верхнем течении её ширина Топлицы составляет 10-15 метров, а глубина — 0,7-0,9 метров; в среднем течении, от города Куршумлия, ширина реки увеличивается до 20 метров при глубине от метра до полутора; в нижнем течении, после Прокупле, река достигает тридцатиметровой ширины и более чем полутораметровой глубины.